# Malota
Malota är en ort i Mexiko.   Den ligger i kommunen Jáltipan och delstaten Veracruz, i den sydöstra delen av landet, 500 km öster om huvudstaden Mexico City. Malota ligger 13 meter över havet och antalet invånare är 192.
Terrängen runt Malota är mycket platt. Runt Malota är det ganska glesbefolkat, med 29 invånare per kvadratkilometer. Närmaste större samhälle är Hidalgotitlán, 9,0 km nordost om Malota. Trakten runt Malota består till största delen av jordbruksmark.